# Lungulețu
Lungulețu è un comune della Romania di 5 773 abitanti, ubicato nel distretto di Dâmbovița, nella regione storica della Muntenia.
Il comune è formato dall'unione di 3 villaggi: Lungulețu, Oreasca, Serdanu.